# Буссаиди, Анис
Анис Буссаиди (фр. Anis Boussaïdi; род. 10 апреля 1981, Бардо, Тунис) — тунисский футболист, защитник; тренер.

## Клубная карьера

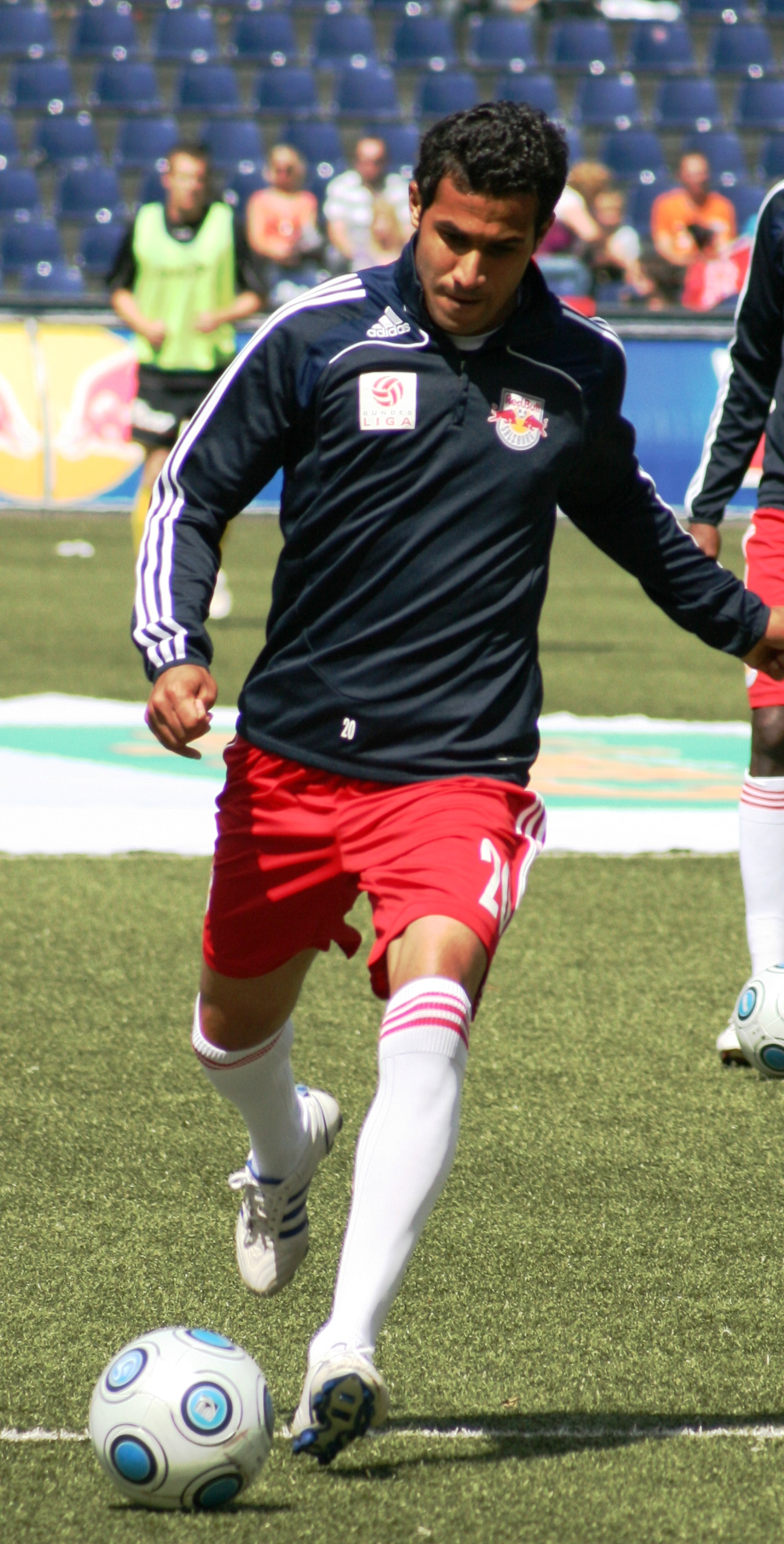
Анис Буссаиди

С одиннадцати лет начал заниматься футболом в школе. В первую команду «Стад Тунизьен» попал в шестнадцать лет. Сначала начинал играть полузащитником, а потом тренер попросил сыграть Аниса на месте защитника. Буссаиди попробовал, и с тех пор играл именно на этой позиции. Вскоре он подписал профессиональный контракт с командой, в которой провёл несколько лет.
Со «Стад Тунизьеном» выиграл немало турниров. Дважды команда завоёвывала Кубок Лиги, один раз и Кубок Туниса.
В январе 2005 года был куплен донецким «Металлургом» за 700 000 евро. О предложении со стороны украинского клуба узнал от своего менеджера Ганса Вельбекера, проживающего в Нидерландах. Буссаиди сразу занял место в основе донецкого клуба. Всего провёл 65 матчей и забил 2 мяча в чемпионате Украины. В конце декабря 2007 года был куплен киевским «Арсеналом», но из-за сложной ситуации был отправлен на полгода в аренду в «Мехелен» из Бельгии.
Летом 2008 года был продан «Арсеналом» в австрийский клуб «Ред Булл» (Зальцбург), подписал контракт с клубом до 2011 года. В 2010 году перешёл в греческий ПАОК.
В начале марта 2011 года, за неделю до старта чемпионата России 2011/12, подписал контракт с «Ростовом». В начале декабря украинская «Таврия» заявила о возможном заключении контракта с Буссади. Вскоре «Ростов» официально объявил, что футболист покинул команду и по семейным обстоятельствам вернулся на Украину.

## Карьера в сборной
В национальной сборной Туниса играет с 2002 года, провёл 16 матчей в команде. Был членом олимпийской сборной Туниса на Олимпиаде 2004 года.

## Личная жизнь
Родители Буссаиди на пенсии. Отец Бечир долгое время работал во Франции, мать — Набуба. Ещё есть две сестры — Соня и Сихем. И брат, которого зовут Адель. Фамилия Буссаиди переводится как «счастливый».